# District de Cẩm Thủy
Cẩm Thủy est un district de la province de Thanh Hóa dans la côte centrale du Nord au Viêt Nam. 

## Présentation
Le district a une superficie de 430 km2. 